# West Coast
«West Coast» — пісня яка була записана американською співачкою та авторкою пісень Ланою Дель Рей для її третього студійного альбому Ultraviolence (2014). Це меланхолійна пісня про кохання, а саме про жінку, що розривається між любов'ю та амбіціями. Пісня також була присвячена західному узбережжю Сполучених Штатів. Вона була спродюсована Деном Ауербахом з The Black Keys. Деякі критики вважають, що трек нагадує «We Can Work It Out» (1965) гурту The Beatles.
Сингл отримав позитивні відгуки від музичних критиків, які схвалили його нетрадиційну композицію та нехарактерну вокальну подачу Дель Рей. Кілька ЗМІ назвали її однією з найкращих пісень 2014 року, включаючи видання Consequence of Sound, NME та Spin. «West Coast» дебютував під номером 17 в Billboard Hot 100, ставши третім найпопулярнішим синглом в її кар'єрі, а також був її першим синглом, який увійшов в чарт Rock Airplay, де досяг 26 місця. 
7 травня 2014 року було випущено чорно-біле музичне відео режисера Вінсента Хейкока. Знятий у Марині-дель-Рей, Каліфорнія та Венеції, Лос-Анджелес, кліп був добре прийнятий критиками та був номінований на премію MTV Video Music Award 2014 за найкращу операторську роботу. 
Дель Рей рекламувала «West Coast» живими виступами на фестивалі музики та мистецтв у долині Коачелла, музичному фестивалі Austin City Limits та фестивалі в Гластонбері.

## Створення
Пісня була написана Ланою Дель Рей та її частим співавтором Ріком Новелсом у Каліфорнії, причому Дель Рей написала текст і мелодію, а Новелс — акорди у листопаді 2013 року. Разом вони продюсували перший запис «West Coast».  Лана вважала, що повільний, змінний темп пісні є важливим, оскільки він відображав її психічний стан під час написання. Дель Рей завершила свій третій студійний альбом Ultraviolence у грудні 2013 року, але тоді була незадоволена демо, яке вона записала для треку «West Coast».  Потім вона випадково зустріла Дена Ауербаха з The Black Keys в студії Electric Lady Studios, а потім знову під час вечірки в Квінсі, Нью-Йорк, і зрозуміла, що їй потрібно перезаписати трек з ним. Того вечора Дель Рей пояснила Ауербаху, що вона зацікавлена в розробці пісні з джазовими нотками. Така ідея з'явилась у співачки під впливом музики The Beach Boys і Eagles, а також стилю 1970-х років. Вона також запропонувала йому додати до пісні більш невимушений, каліфорнійський настрій.
За словами Ауербаха, запис треку «West Coast» був виконаний «99% наживо» у кімнаті, суміжній з кімнатою, де група з семи учасників записувала інструменти для треку. Ауербах спродюсував електрогітару, шейкер, 12-струнну акустичну гітару та синтезатор, тоді як Нік Мовшон став басистом і барабанщиком. Струнні інструменти були записані окремо від основного запису на студії в місті Глендейл, штат Каліфорнія.
В інтерв’ю The Guardian Дель Рей пояснила, що під час написання пісні вона відчувала себе жахливо, і саме це відчуття вплинуло на те, що її пісні звучали не так як в інших авторів.

## Реліз
«West Coast» виступив в якості головного синглу з альбому Ultraviolence. Вперше назву пісні співачка оголосила 3 квітня 2014 року у Facebook і Twitter. 10 квітня 2014 року Дель Рей опублікувала у Твіттері обкладинку синглу треку з підписом «Down on the West Coast, they got a sayin'...» (укр. «Там, на Західному узбережжі кажуть»). Той самий напис був використаний на рекламному білборді, який того ж дня розмістили в Лос-Анджелесі. 
На обкладинці вона зображена з тонким хмурим поглядом, а її очі дивляться прямо в камеру. Дель Рей має пляжний образ із хвилястою зачіскою, джинсовою курткою та білою сорочкою. Деякі критики припустили, що ілюстрація натякає на те, що звучання композиції нагадає невимушений стиль Born to Die. 
Прем’єра «West Coast» відбулася 14 квітня 2014 року на радіо BBC Radio 1, а аудіо треку було завантажено на сторінці співачки Vevo пізніше того ж дня.
19 травня 2014 року відбулася прем'єра реміксу Дена Хіта, який продюсував «Blue Jeans» Дель Рей.  Для випуску «West Coast» було замовлено кілька інших реміксів, включаючи роботи Alle Farben, Camo & Krooked, Four Tet, Jabberwocky, MK, Solomun, The Young Professionals.

## Критичний прийом
«West Coast» отримав схвалення сучасних музичних критиків.  
Кайл Фаул з The AV Club назвав композицію найуспішнішим треком альбому і «єдиною піснею на Ultraviolence, яка правильно втілює стиль Лани Дель Рей». AltSounds визнала трек однією з найкращих робіт Дель Рей та одним із найкращих синглів, випущених у 2014 році.
Журналіст Oyster Джеріко Мендібур прокоментував: «Не можна заперечувати, що пісня має чудову звукову силу, особливо якщо вам подобаються таємничі оди Лос-Анджелеса та рокові жінки».
Керолін Меньес з Music Times назвала «West Coast» однією зі своїх улюблених пісень Дель Рей на сьогодні, підкресливши вплив Ауербаха на стиль та звучання пісні. Кейт Хатчінсон з The Guardian назвала її «однією з найкращих поп-пісень за останні п’ять років». 

## Комерційне сприйняття
Попри те, що на той час у Сполучених Штатах пісню не просували на радіо, «West Coast» знаходився під номером 17 в Billboard Hot 100 протягом тижня. Це був найкращий дебют Дель Рей і її другий за рейтингом сингл у чартах, після «Summertime Sadness».
«West Coast» дебютував на 6 і 16 місцях у чартах Digital Songs та Streaming Songs відповідно. Пісня випала з Billboard Hot 100 на другий тиждень після релізу, але знову увійшла в чарт під номером 105 липня 2014 року після випуску Ultraviolence. Трек також став першим синглом Дель Рей, який потрапив у чарт Rock Airplay, де досяг 26 місця і провів у ньому 9 тижнів.